# Frères Maserati
Les frères Maserati sont des pilotes et industriels italiens, pionniers de l'histoire de l'automobile, fondateurs de la marque de voitures de sport et de compétition Maserati en 1914.

## Biographie

### Jeunesse
Les sept frères Maserati naissent à Voghera dans la province de Pavie en Italie. Fils de Carolina Losi et de Rodolphe Maserati (cheminot, passionné de mécanique, conducteur du train royal du roi d'Italie, qui transmet sa passion à ses fils et les emmène souvent sur sa locomotive) :

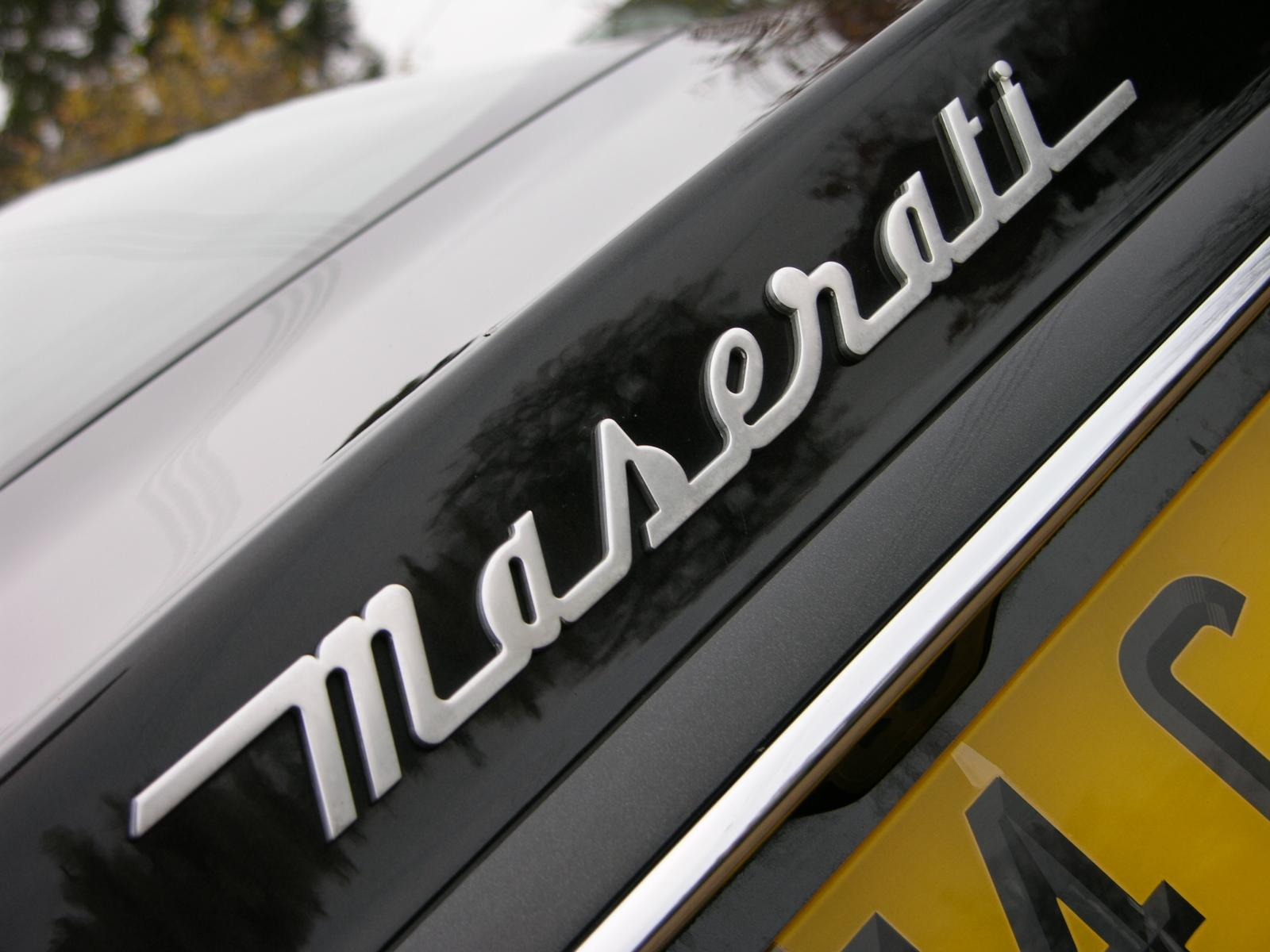
Maserati, fondé en 1914

- Carlo (1881-1910), ingénieur en mécanique, coureur cycliste (vainqueur de Brescia-Orzinuovi 1899, de Brescia-Cremona-Mantua-Verona-Brescia et Padova-Bovolenta 1900), devenu pilote de course (neuvième de la Coppa Florio 1907[1]) ;
- Bindo (1883-1980) ingénieur en mécanique ;
- Alfieri (1885-1886) mort à moins d'un an ;
- Alfieri (1887-1932) ingénieur en mécanique (fondateur de Maserati, débuts au GP de Voiturettes de Dieppe 1908 -8e-, vainqueur du Circuit du Mugello 1922, du Premio Reale de Rome 1930 1,1 L, deuxième de la Coppa Acerbo junior 1930, troisième du Grand Prix de Tripoli et de la Targa Florio 1927 sur Maserati Tipo 26) ;
- Mario (1890-1981) artiste peintre dessinateur ;
- Ettore (1894-1990) ingénieur en mécanique ;
- Ernesto (1898-1975) ingénieur en mécanique et pilote Maserati (champion d'Italie des conducteurs en 1927 sur Maserati Tipo 26B, et 1930 sur Tipo 8C-2500, vainqueur du Grand Prix automobile de Rome 1931, deuxième de la Coppa Acerbo 1930, troisième du circuit d'Alessandria et du circuit de Cremone 1929, troisième du Grand Prix de Monza 1930 et du Grand Prix d'Allemagne 1,5 L 1932).

L'aîné Carlo est ingénieur en mécanique chez Fiat, Isotta Fraschini où il est rapidement rejoint par ses frères Bindo, Alfieri (leader de la fratrie par son génie en mécanique) et Ettore. Il conçoit des moteurs et réussit à réaliser son rêve de devenir pilote d'essai pour ses employeurs jusqu'en 1910 où il se tue lors d'une course automobile.

### Préparateur Maserati
1914, Alfieri Maserati fonde à Bologne la Societa Anonima Officine Altieri Maserati, un atelier spécialisé dans la préparation sportive de compétition qui monte des moteurs d'avion sur des châssis Isotta-Fraschini avec l'aide de ses deux frères Ettore et d'Ernesto (Bindo travail chez Isotta-Fraschini).
Après la Première Guerre mondiale, Alfieri acquiert un nouvel atelier à Ponte Vecchio dans la banlieue de Bologne et participe à des courses automobile au volant de ses modèles de courses (en particulier une Isotta-Fraschini Type Spéciale de 6,3 litres victorieuse de plusieurs courses, dont deux entre les mains d'Alfieri lui-même en 1921 et 1922 pour la course de côte Susa - Moncenisio, qu'il remporte une troisième fois consécutivement en 1923 sur Diatto 6 L.)

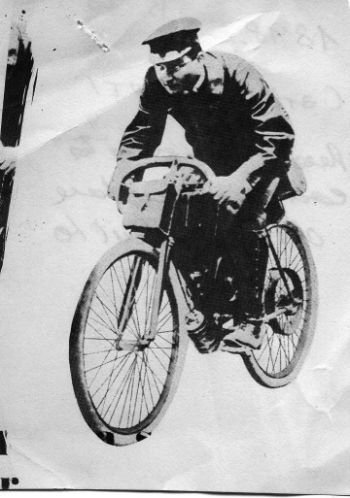
Carlo Maserati en 1900
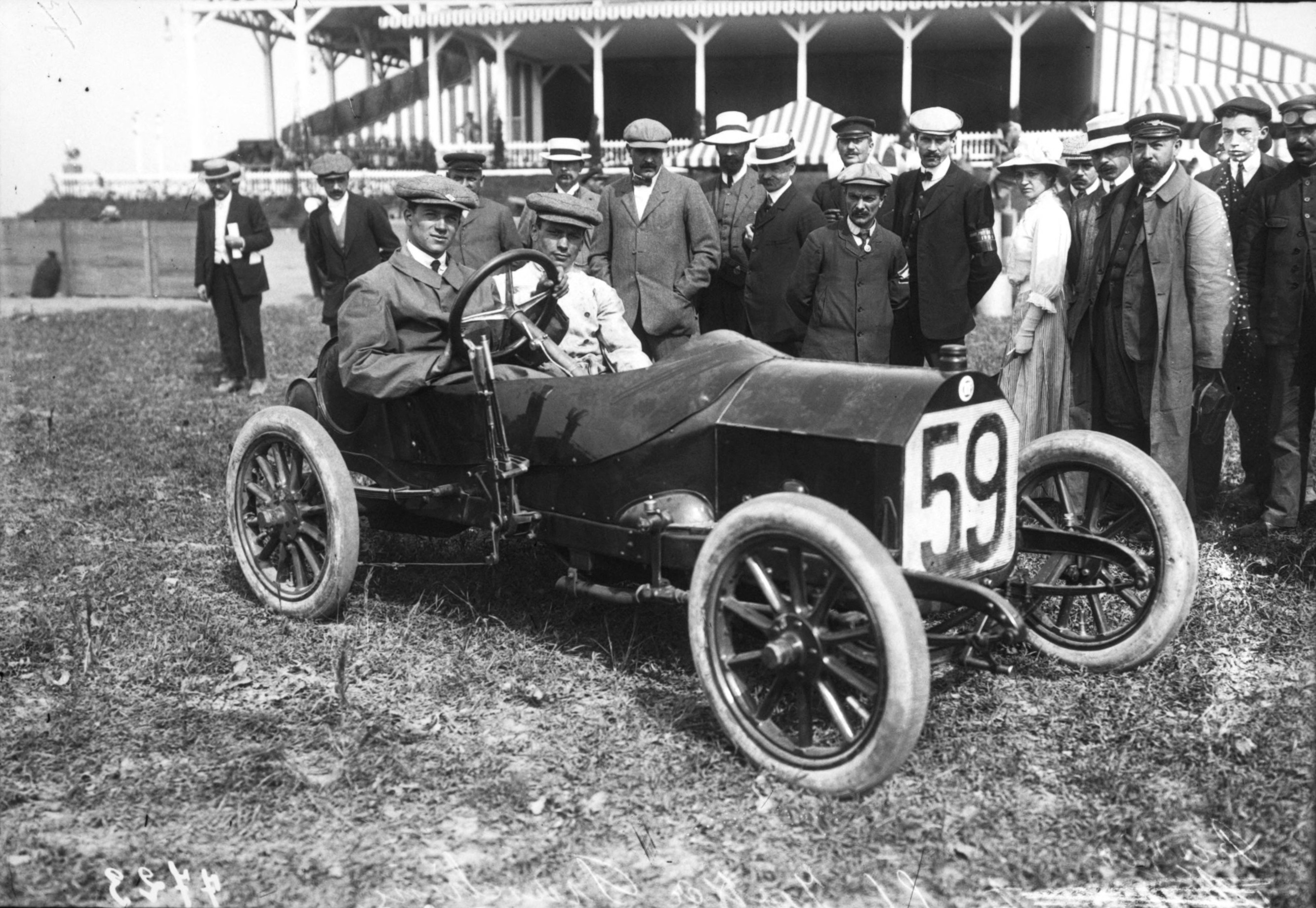
Alfieri Maserati, Isotta-Fraschini, Coupe des Voiturettes, Dieppe 1908
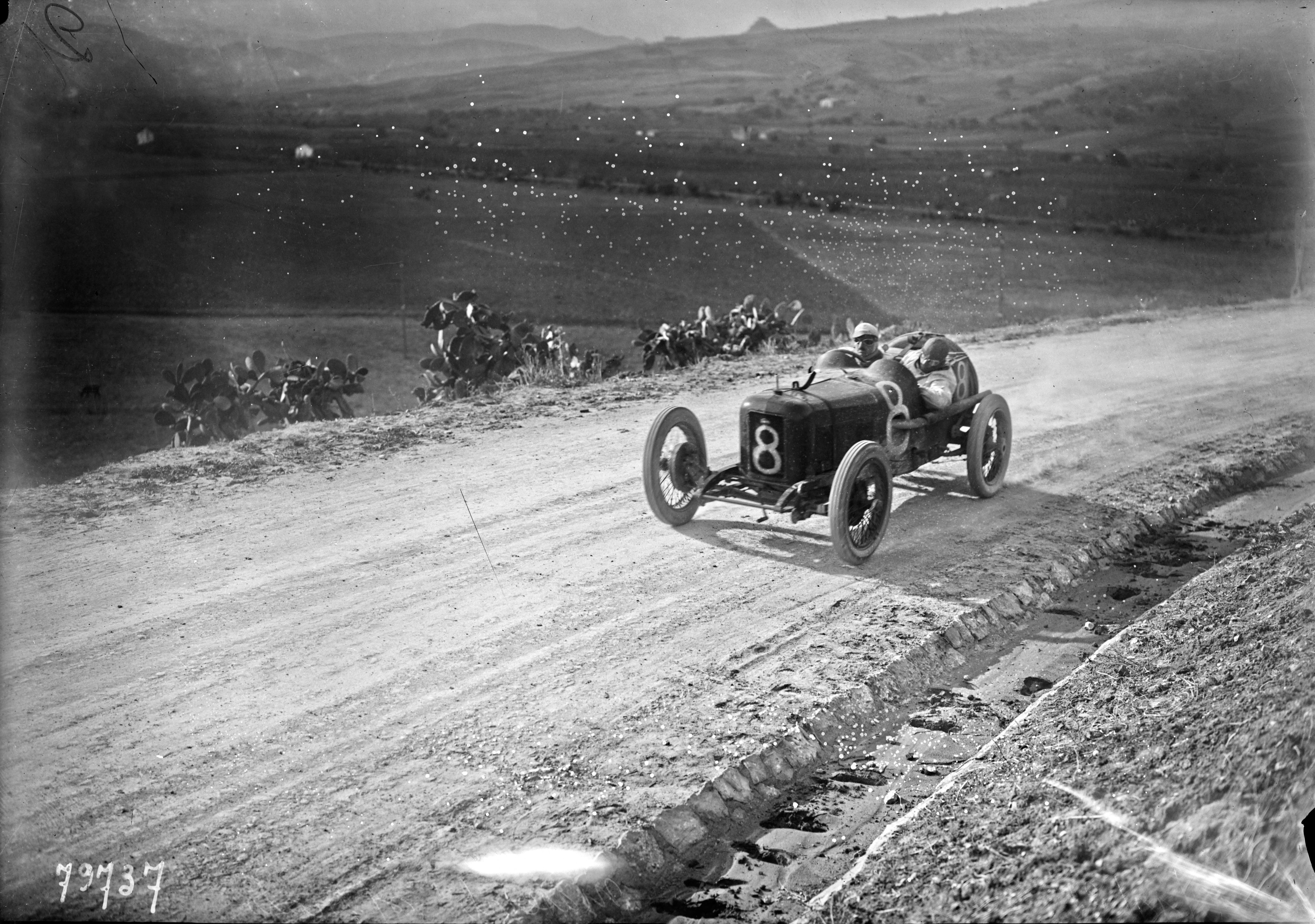
Alfieri Maserati, Diatto no 8, Coppa Florio de 1922
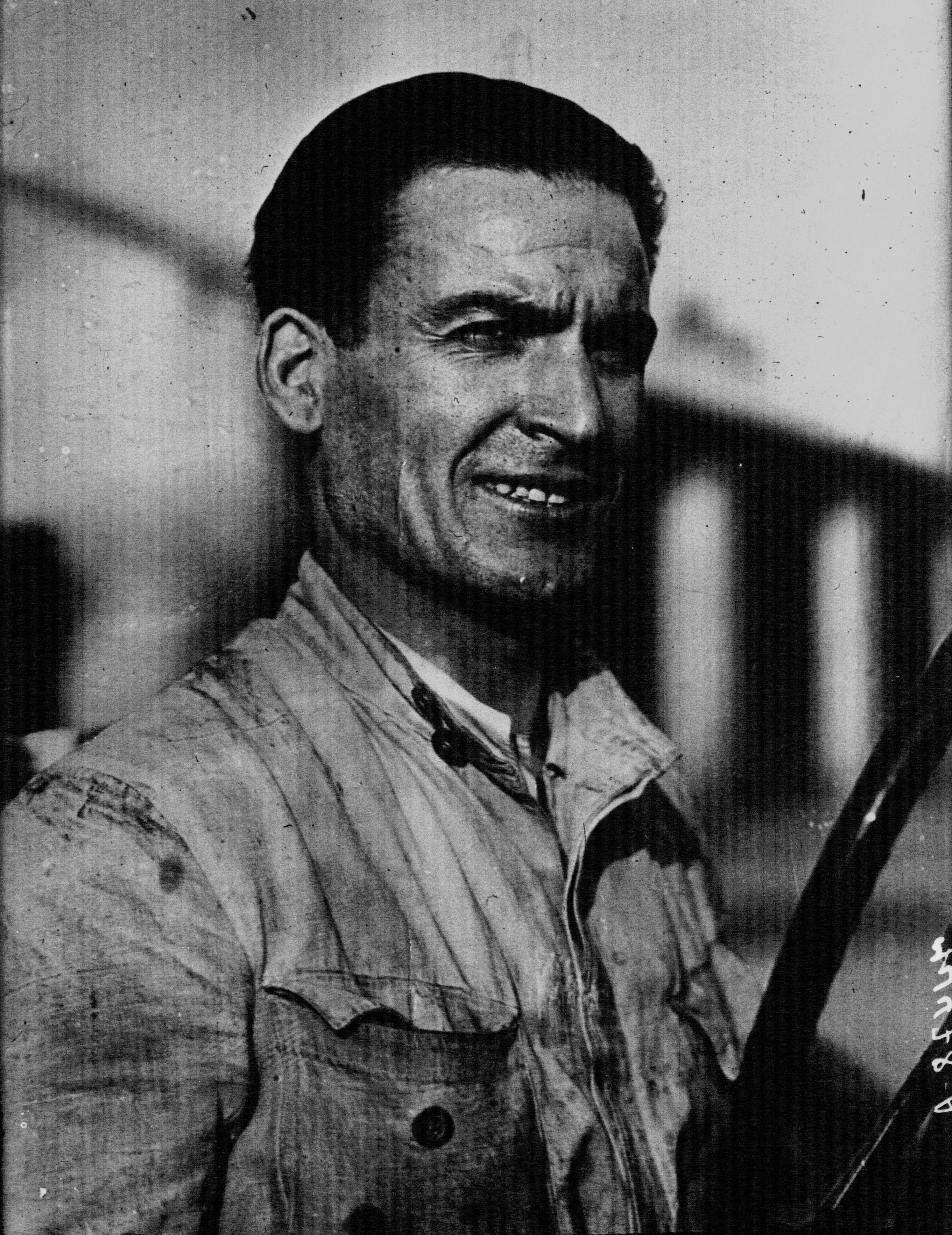
Ernesto Maserati en 1930
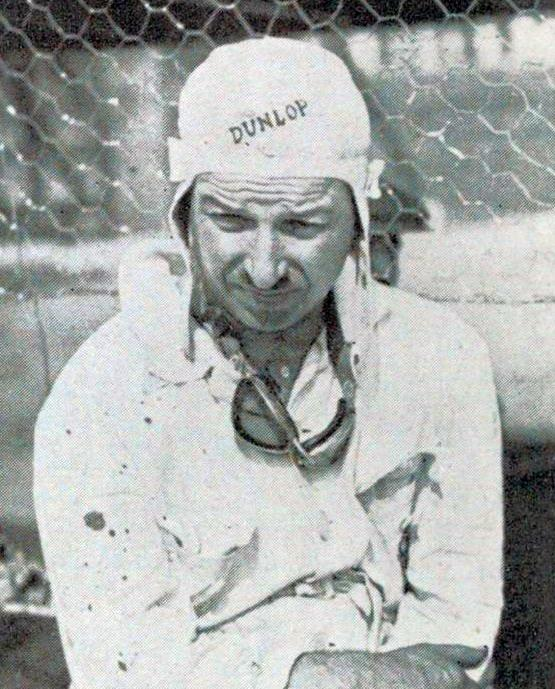
Emilio Maserati en 1930 (Monza)
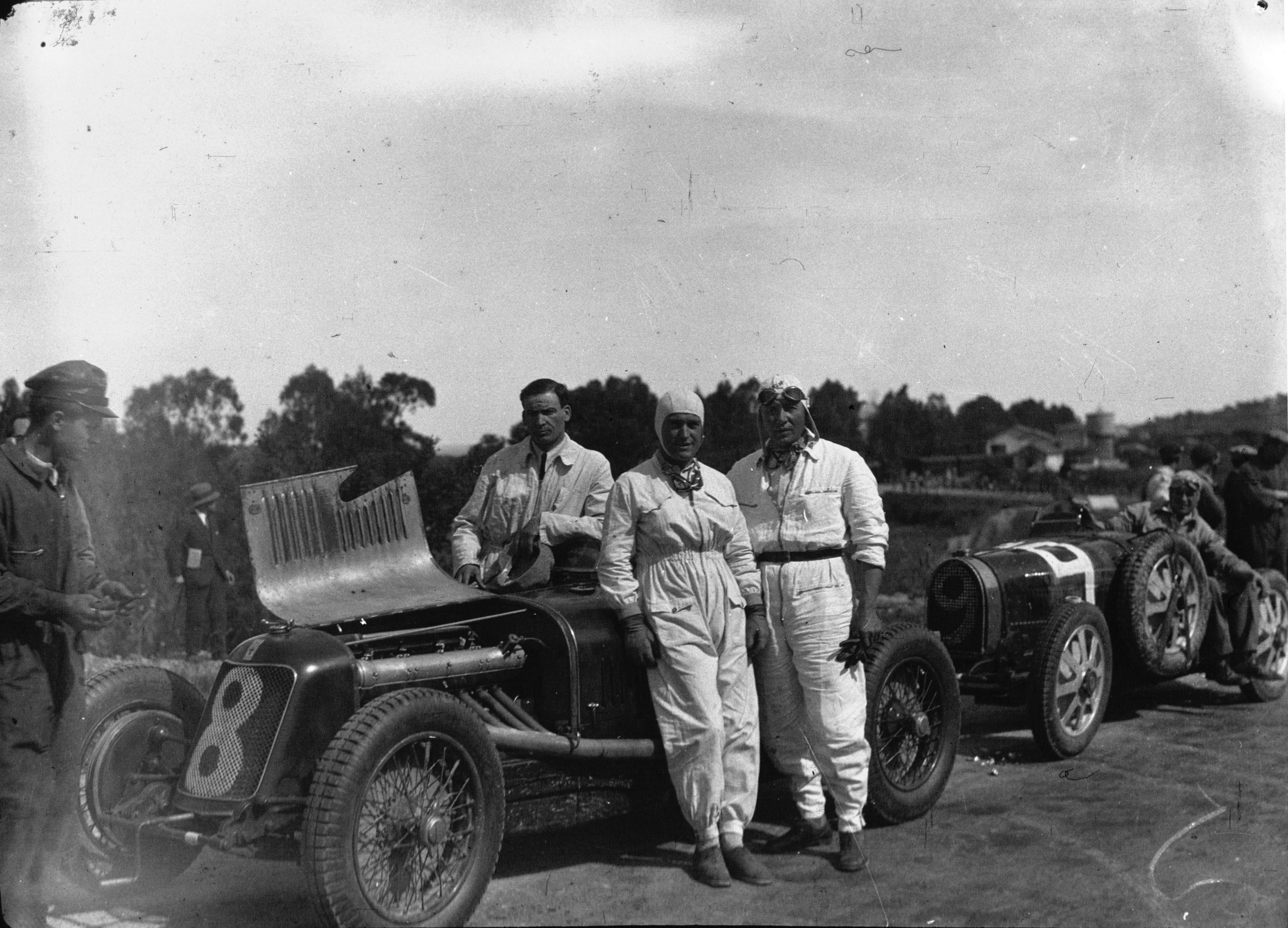
Ernesto Maserati, Luigi Fagioli et Amedeo Ruggeri, Maserati Type 26, Targa Florio, 1932

Entre 1922 et 1926, Alfieri et Ettore conçoivent avec succès plusieurs moteurs et voitures de Grand Prix pour le constructeur Diatto dont la Diatto Type 20 à moteur huit-cylindres de 2 litres suralimenté qui remporte les 24 Heures de Monza de 1924. En 1922 Alfieri gagne le Grand Prix du Mugello sur Isotta-Fraschini.

### Constructeur automobile Maserati
En 1926, Alfieri décide de devenir constructeur automobile et conçoit la Maserati Type 26 (d'après l'année de sa sortie, voiture de Grand Prix dotée d'un huit-cylindres en ligne compressé et suralimenté à double arbre à cames, développant 1 493 cm3 et 125 ch pour 160 km/h) réservée à de riches clients amateurs de courses automobiles et grande rivale de Bugatti. Le logo, emblème actuel de la marque, est dessiné par Mario Maserati (artiste peintre) : le trident du dieu de la mythologie gréco-romaine Neptune-Poséidon.

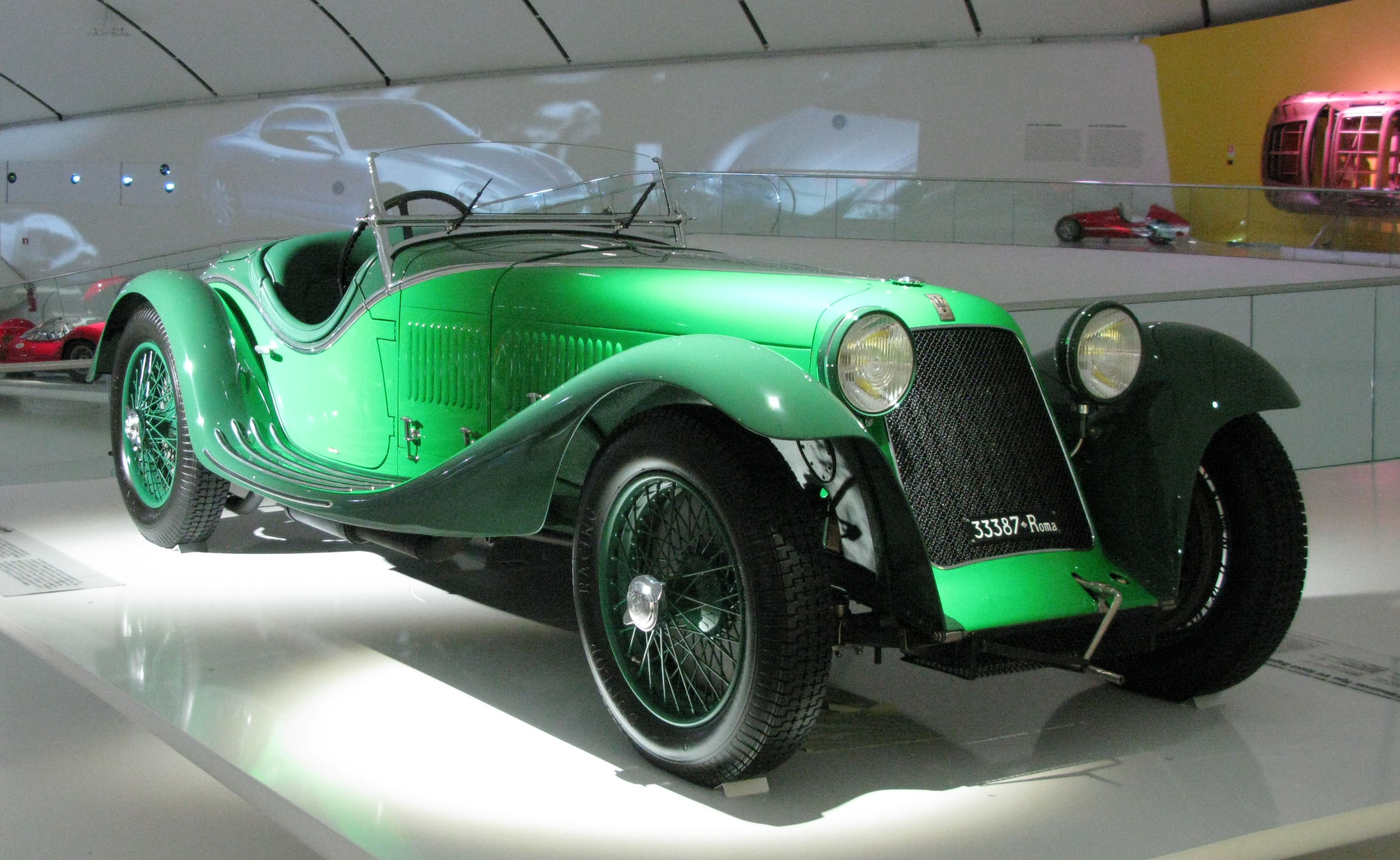
Maserati Type V4, 1932
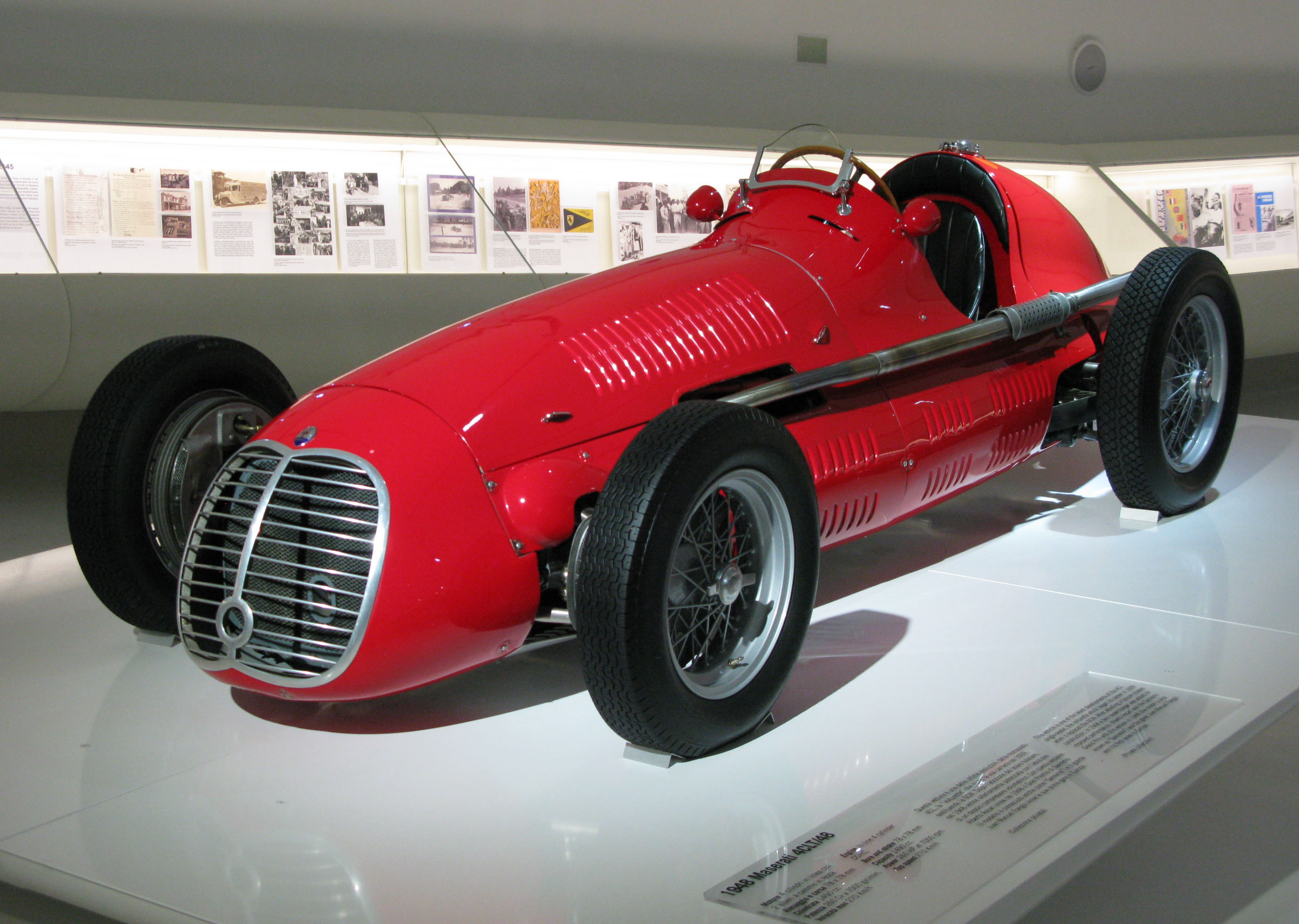
Maserati 4CLT
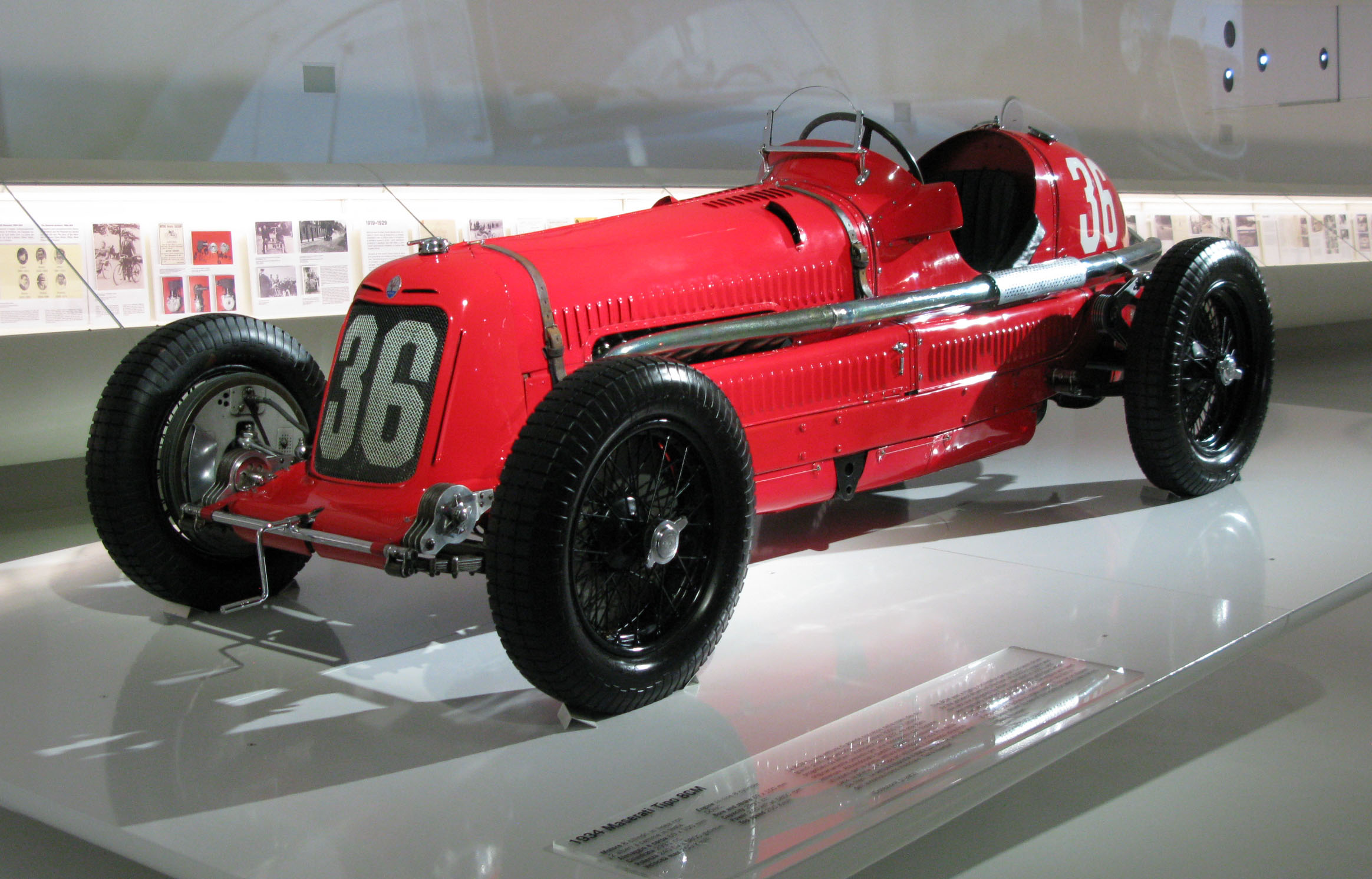
Maserati 8CM
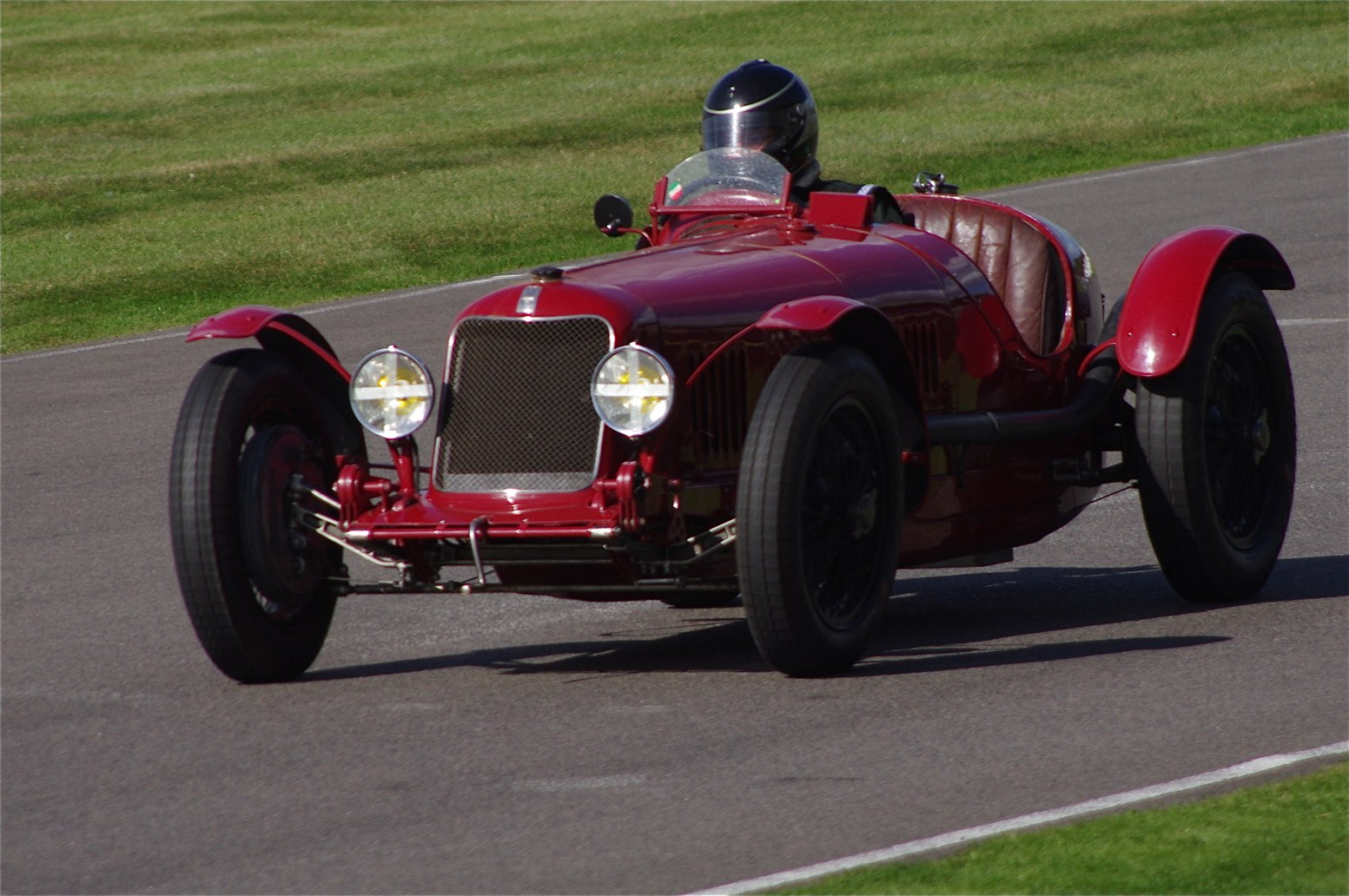
Maserati Tipo 26 M
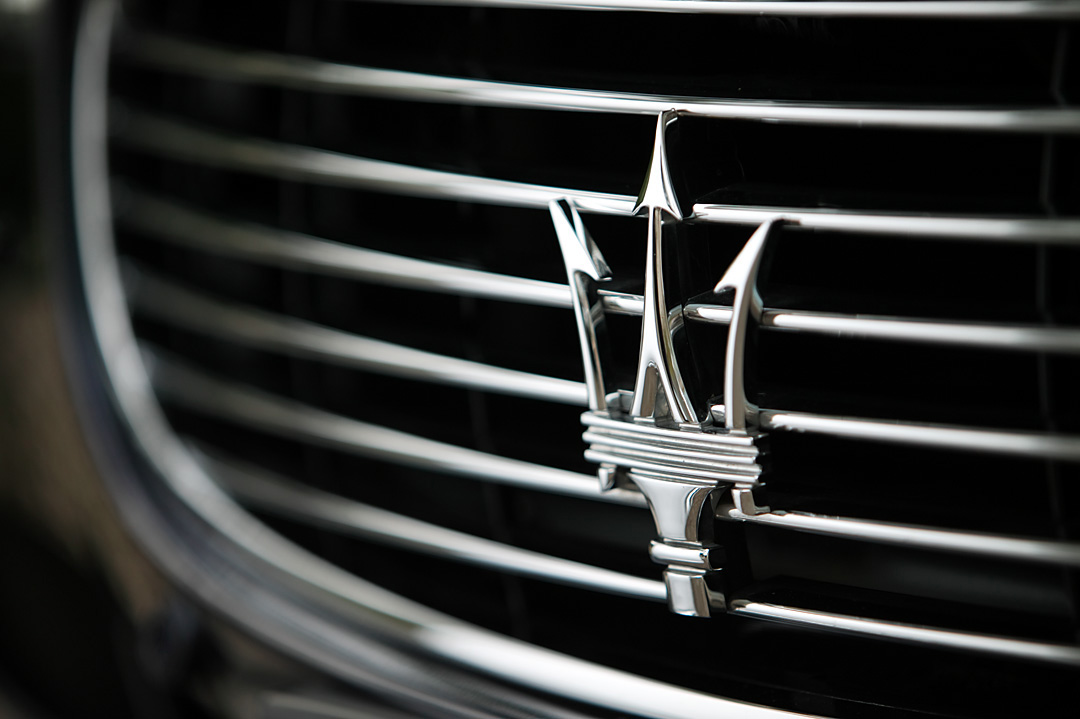
Trident Maserati emblématique de 1926.

Les pilotes Ernesto Maserati et Baconin Borzacchini imposent rapidement la marque familiale en compétition. Le 28 septembre 1929, Borzacchini bat le record du monde de vitesse sur 10 km au volant d'une Maserati Type V4 à moteur V16 de 4 litres composé de deux moteurs de Maserati Type 26B réunis par un carter monobloc avec deux vilebrequins. Il est chronométré sur le circuit de Crémone à la moyenne de 246 km/h avec un important retentissement médiatique au niveau mondial pour la marque.
En 1930, la Maserati Tipo 26 M de Grand Prix en alliages légers de huit cylindres pour 2 500 cm3 domine la presque totalité des plus importantes compétitions et hisse la marque au sommet. Alfieri Maserati conçoit sa première automobile routière, son chef-d’œuvre, sur la base d'un châssis de Maserati Type 26M avec deux carrosseries spiders des designers Castagna et Zagato.

### Disparition du fondateur Alfieri Maserati
Alfieri (pilier central de leur société par son génie) disparaît le 3 mars 1932 à l'âge de 44 ans des suites de son grave accident de course du 8 mai 1927 à la Coppa di Messina. Bindo quitte alors Isotta Fraschini où il travaille depuis plus de vingt ans, pour reprendre Maserati en tant que président avec ses frères Ettore (directeur de compétition) et Ernesto (directeur du bureau d'étude).

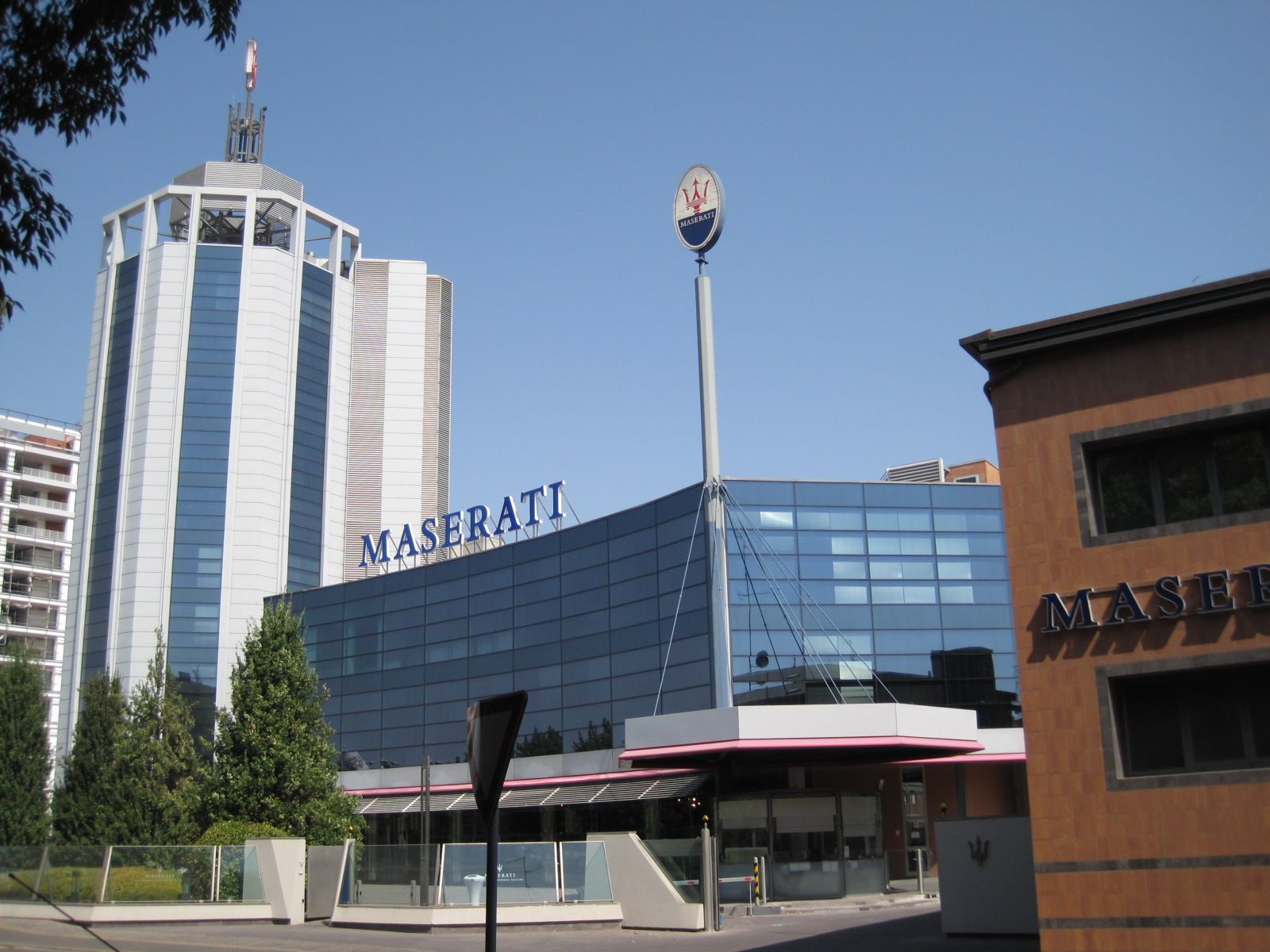
Siège historique de Maserati à Modène.

### Achat de Maserati par Orsi
1937, à cause de problèmes importants de financement et de gestion (grand point faible des frères Maserati), ils cèdent leurs actions Maserati à la famille d'industriel Orsi de Modène (aciéries, machines-outils et matériels agricoles) en restant maîtres par contrat de la partie technique de l'entreprise pendant dix ans.
En 1939, la famille Orsi confie la direction technique aux ingénieurs Alceste Giacomazzi et Alberto Massimino. Adolfo Orsi devient président de la société, tandis que l'usine est transférée à Modène, où elle se trouve encore aujourd'hui.

### Succès en compétition
En 1939 et en 1940, le pilote Wilbur Shaw remporte glorieusement les 500 miles d'Indianapolis aux États-Unis (épreuve reine en Amérique du Nord) au volant d'une Maserati 8CTF. Du fait d'une situation économique difficile et de la guerre, Maserati met fin à la compétition et se reconvertit dans la fabrication de bougies d'allumage, batteries, machines-outil et petits utilitaires à moteur électrique...
Après la Seconde Guerre mondiale, la marque accumule à nouveau de nombreuses victoires en Europe et en Argentine avec entre autres les pilotes Giuseppe Farina, Alberto Ascari et Juan Manuel Fangio.

### Maserati GT routière
En 1946, Maserati commercialise avec succès des automobiles GT routières avec pour premier modèle la Maserati A6, une berlinette dotée d'un six cylindres de 1,5 L et carrossée par Pininfarina (139 véhicules furent produits entre 1946 et 1956).

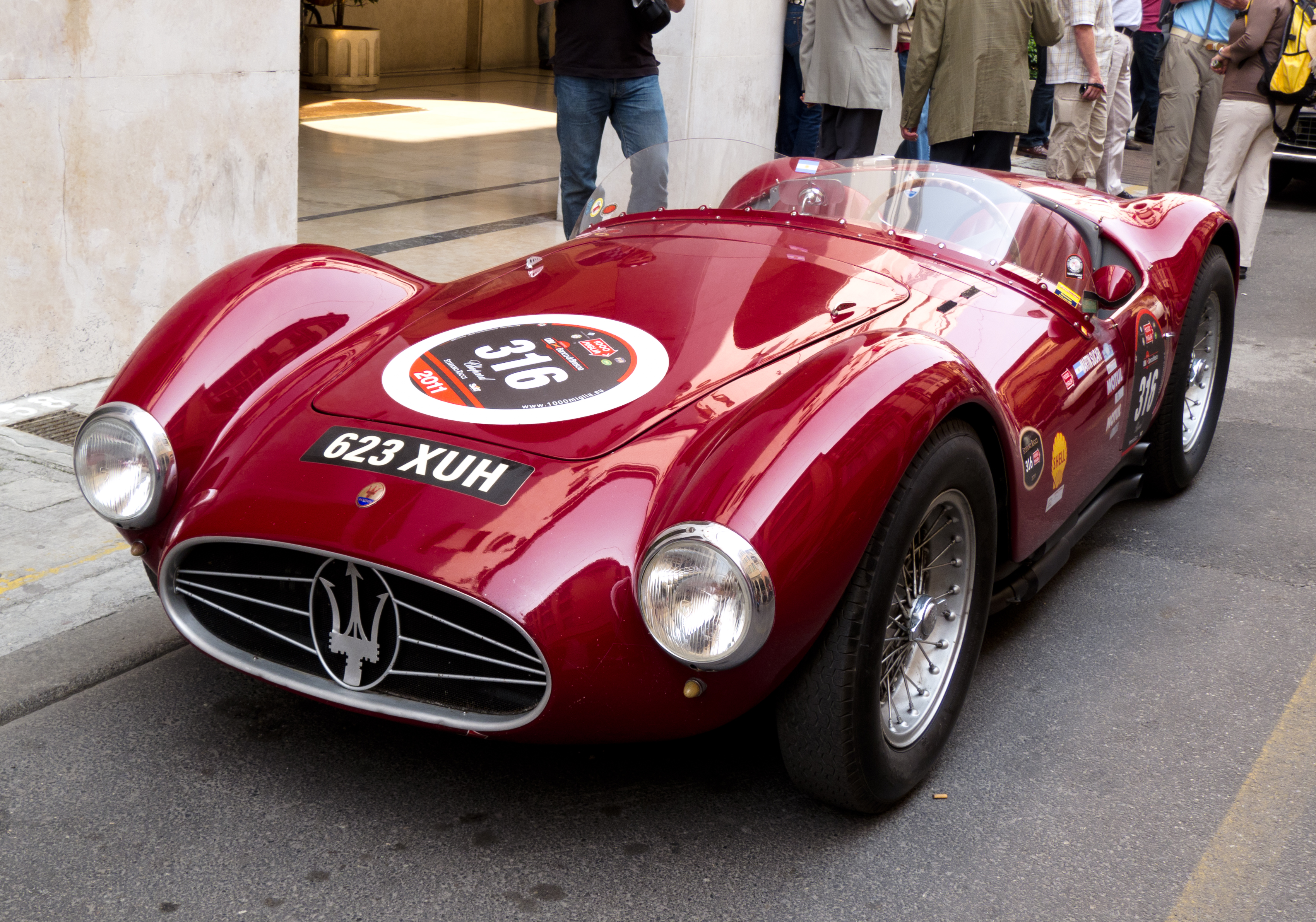
Maserati A6GCS
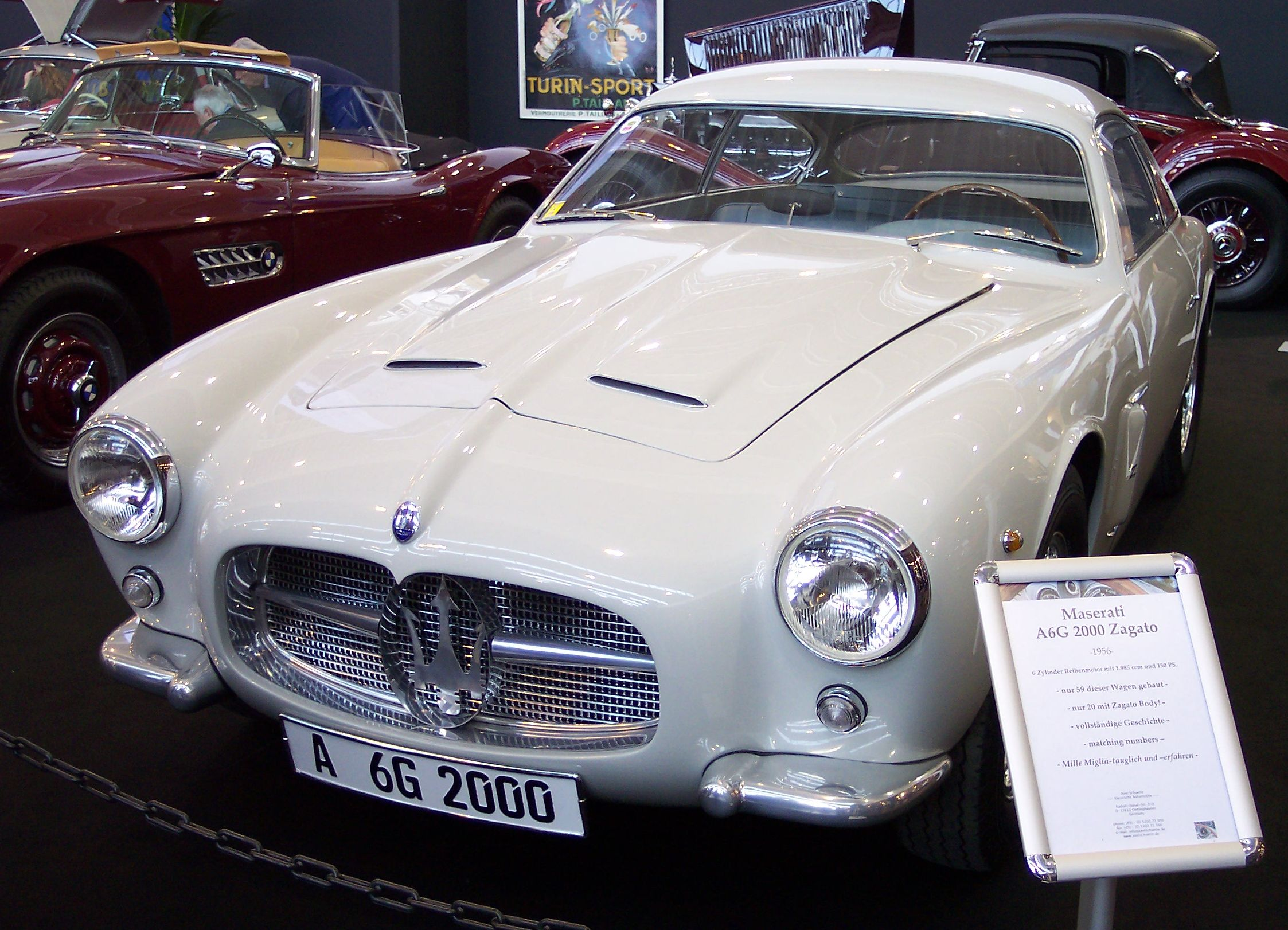
Maserati A6G
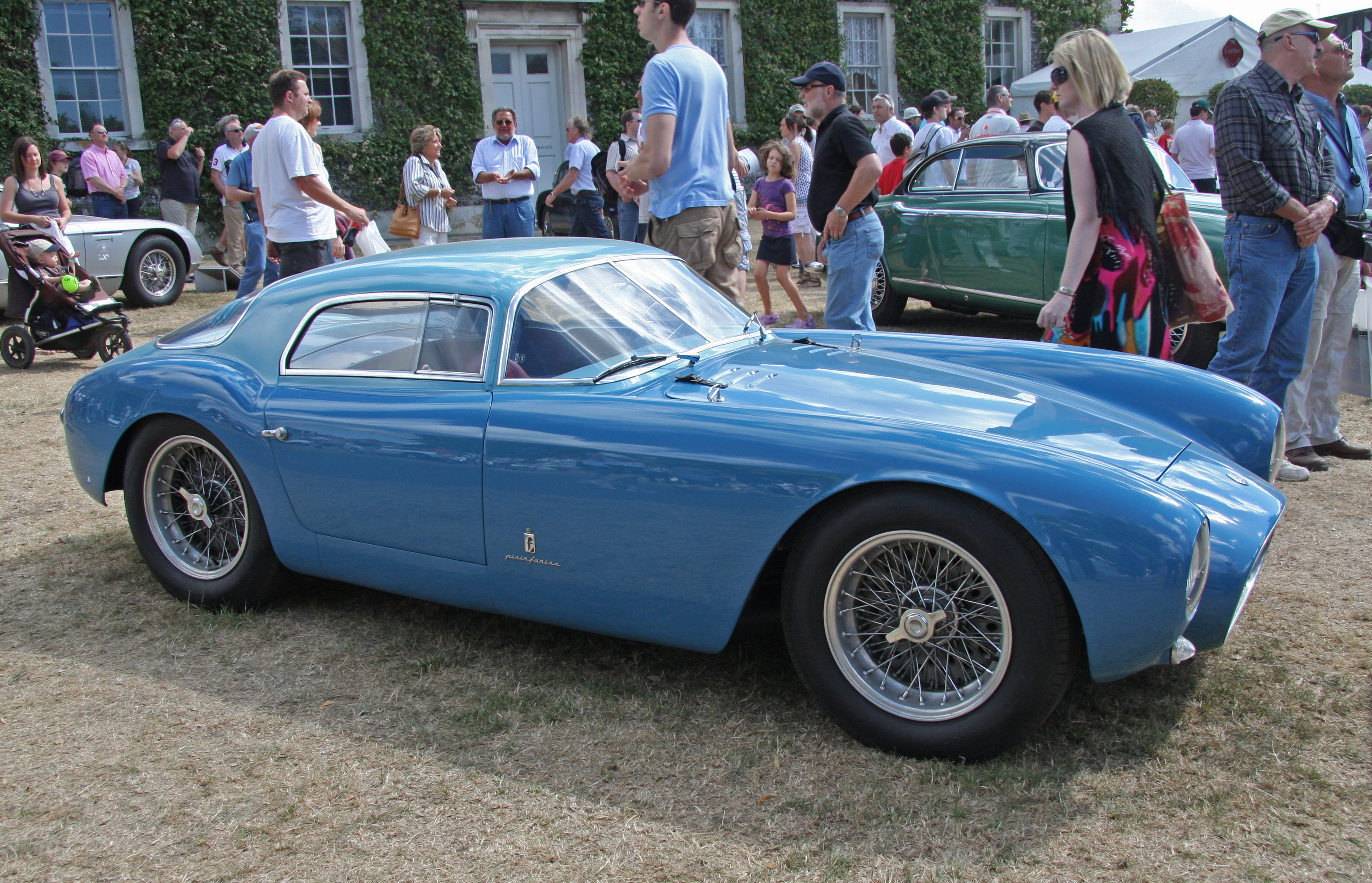
Maserati A6GCS
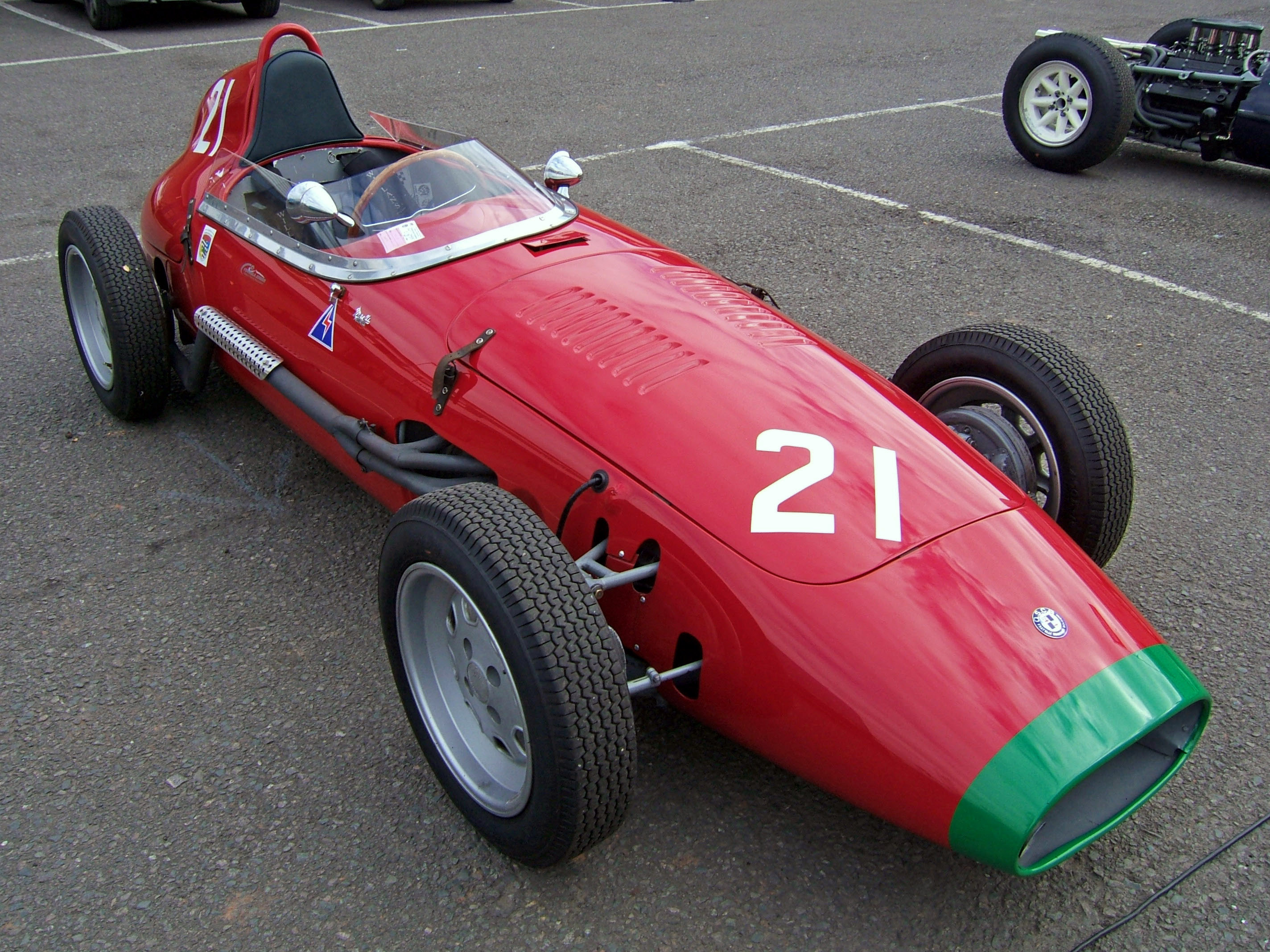
OSCA Formule Junior de 1958
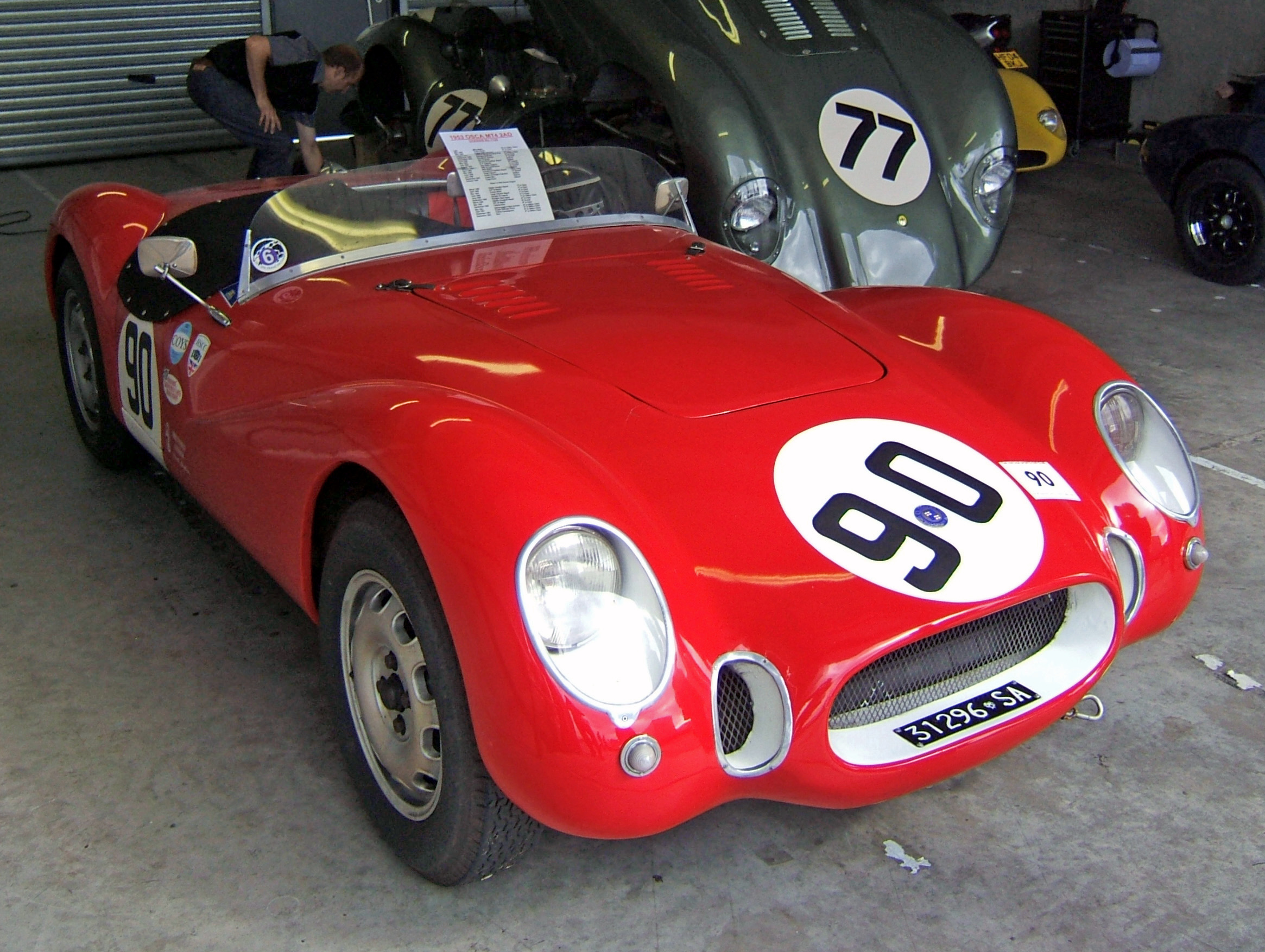
OSCA Spyder de 1959

### Succession de Maserati

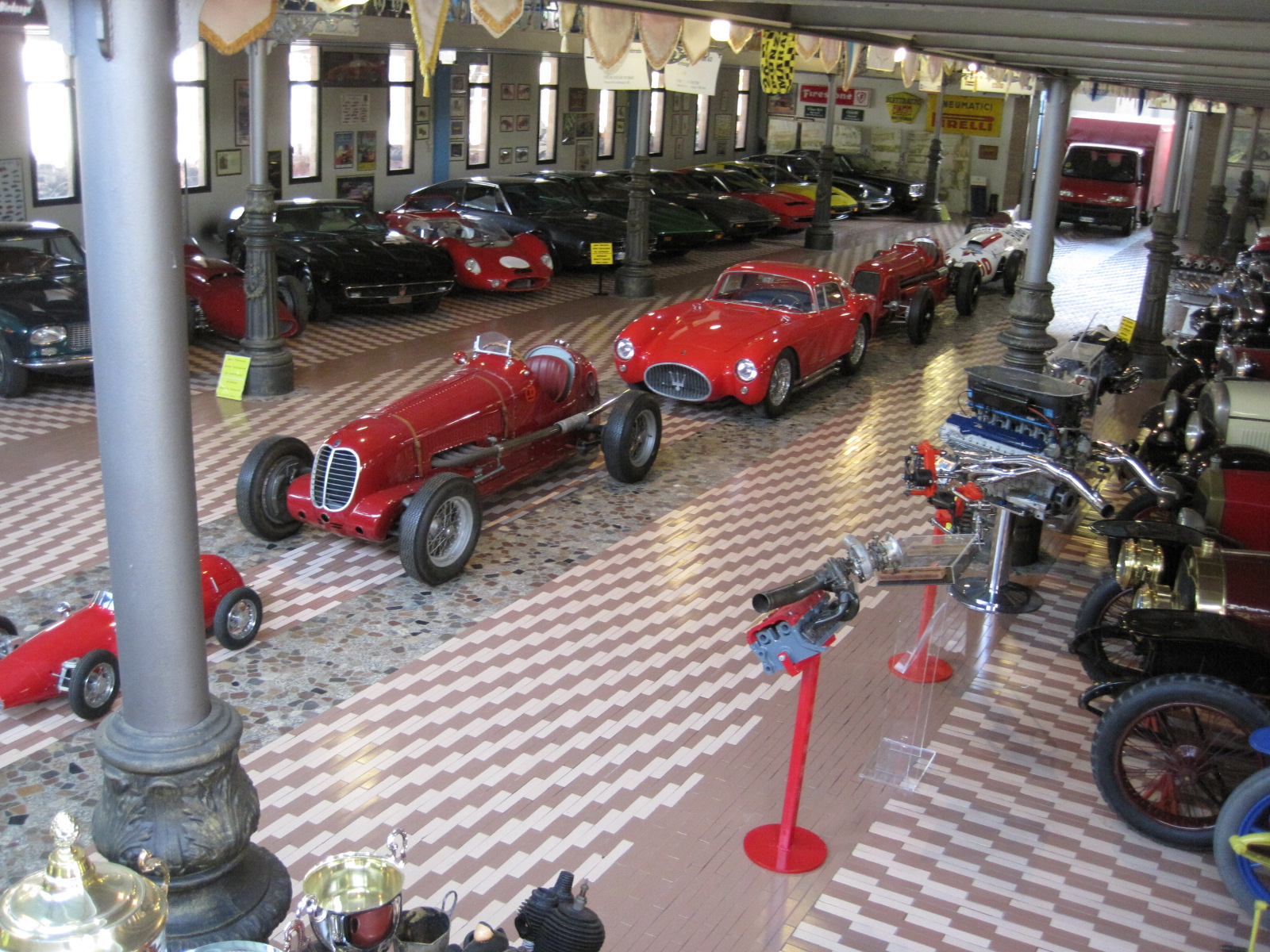
Le musée Panini Maserati, près de Modène.

En 1947, Bindo, Ettore et Ernesto Maserati quittent Maserati qui ne leur appartient plus pour fonder à Bologne, le 1er décembre, la firme automobile O.S.C.A. (Officine Specializzate Costruzione Automobili), qui disparaîtra en 1967.
En 1953, Adolfo Orsi devient seul propriétaire de Maserati, son fils Omer sera à la direction jusqu'en 1968, année où, à la suite de problèmes financiers, Citroën achète la totalité de Maserati et distribue la production dans le réseau Citroën. En 1975, à la suite du rachat de Citroën par Peugeot, Alejandro de Tomaso rachète Maserati. En 1986, Chrysler entre dans le capital jusqu'en 1993, année où Fiat rachète la marque à son tour et distribue la production Maserati dans son réseau Ferrari jusqu'à ce jour.

### Centenaire de Maserati
En 2015, pour fêter les 100 ans de Maserati, la marque créée un concept-car nommé Maserati Alfieri en hommage aux frères Maserati et notamment Alfieri, (et Zagato conçoit et commercialise une série limité Zagato Mostro Maserati).

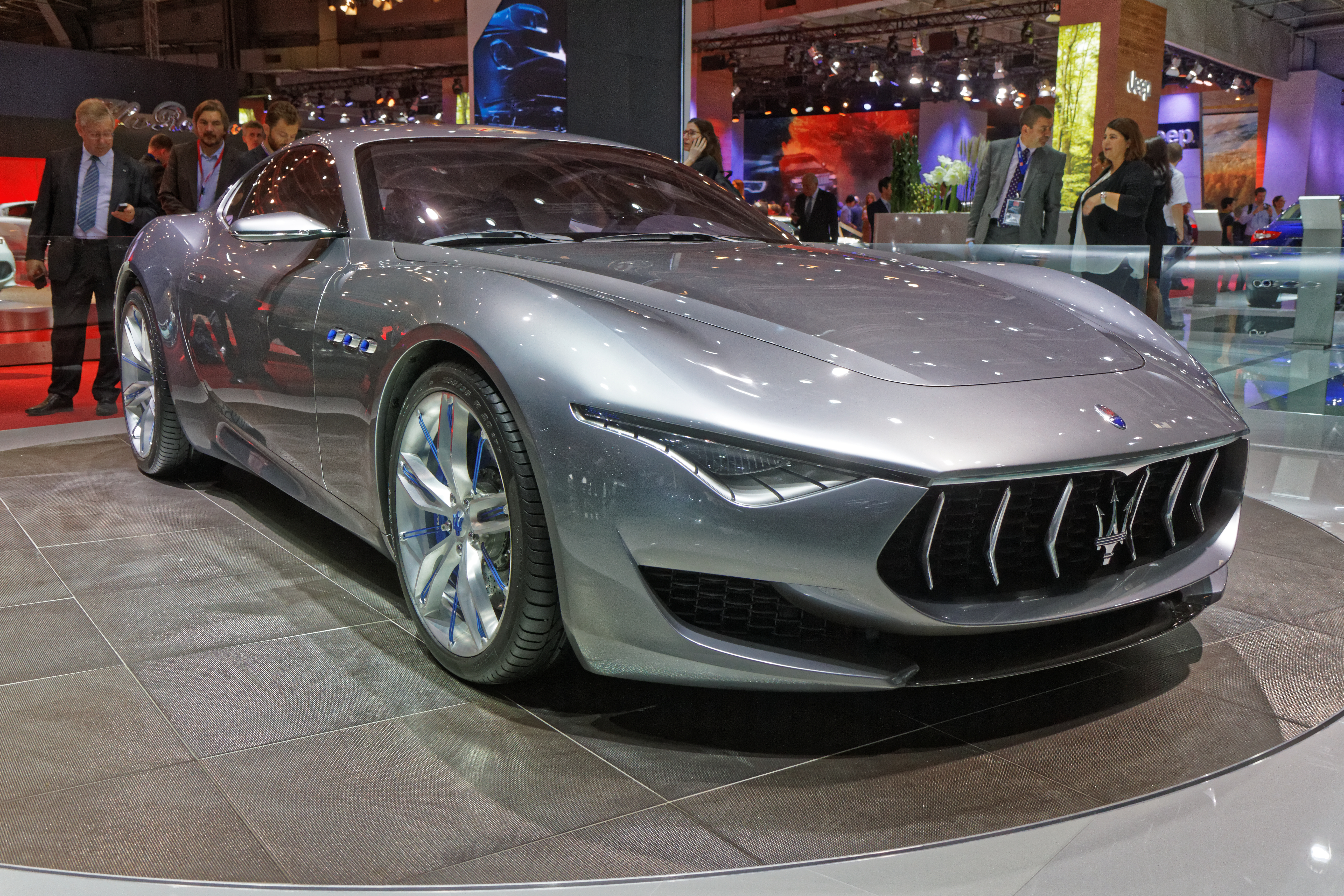
Maserati Alfieri de 2015, en hommage aux frères Maserati, pour les 100 ans de Maserati.